# Yazid II
Yazid ibn Abd-al-Màlik (àrab: يزيد بن عبد الملك, Yazīd ibn ʿAbd-al-Malik) o Yazid II (Damasc 687-724) va ser un califa omeia marwànida que va governar entre 720 i la seva mort, de tuberculosi, el 724. Era fill d'Atiqa bint Yazid bint Muawiya (filla de Yazid I del que va agafar el nom). No va rebre especial formació política o militar per regnar ni va viatjar mai fora de Síria excepte a les ciutats santes. Fou designar segon successor el 717 per Abd al-Màlik i fou el príncep hereu sota Umar II a la mort del qual va esdevenir califa (9 de febrer del 720).
El seu breu regnat va estar ple de conflictes, amb nombroses guerres civils tant a l'est com a Àfrica i la península Ibèrica. A l'Iraq es va revoltar Yazid ibn al-Muhallab al-Azdi, revolta perillosa que no obstant fou de curta durada; reflectia el malestar del iemenites contra el govern omeia, i la reacció d'aquests fou contrària als iemenites: va enviar tropes sirianes a l'Iraq i va confiar en el suport de les tribus mudarites; com a governador de l'Orient va designar al seu germà Maslama ibn Abd al-Malik (720-721) instal·lat a la Jazira, amb el seu protegit el mudarita Umar ibn Hubayra al-Fazari (721-725). No obstant va compensar nomenant dos iemenites com a governadors a Armènia i l'Azerbaidjan; fins i tot un general iemenita sirià va ser nomenat governador del Khurasan abans que aquest districte fos annexionat al govern d'Orient (Iraq).
Els mawla (conversos) van ser perjudicats per l'anul·lació de les reformes d'Umar II que els afavorien. La imposició de la jizya (poc abans suprimida per als mawles) a l'Andalus, Sind, Khurasan i el Magreb, va caure molt malament. Al Khurasan es va obrir una nova política sota Saïd ibn Amr al-Haraixí (721-722) que va provocar revoltes i lluites permanents els següents 20 anys la qual cosa va ajudar els abbàssides a crear-se una base social des de la qual acabarien per fer fora els omeies el 750. El governador de Yazid II al Magreb, Yazid ibn Abi-Múslim fou assassinat ràpidament quan va tractar d'introduir aquesta política el que va fer perdre autoritat i prestigi al govern omeies i va preparar la gran revolta amaziga del 740.
A les fronteres va continuar l'expansió després d'una breu aturada sota Umar II; es van fer campanyes contra els francs, a Sardenya, i contra els romans d'Orient a Sicília i a Anatòlia; al Caucas va combatre contra els khàzars i a Àsia central contra els turcs a Transoxiana.
Va practicar una política iconoclasta vers els cristians ordenant en 724 la destrucció de totes les representacions humanes o d'animals abans que l'emperador Lleó III Isàuric adoptés la mateixa mesura en 726. No va sortir mai de Damasc excepte per anar a al-Urdunn on tenia terres i on va morir el 26 de gener de 724.
Es diu que va estar apassionadament lligat a les cantants Hababa i Sal·lama però probablement la influència d'aquestes (i principalment de Hababa) no fou tan important. Fou un poeta notable segons reconeixen diversos membres de la família omeia.
Va ser succeït pel seu germà Hixam ibn Abd-al-Màlik.